# Кампомороне
Кампомороне (итал. Campomorone) је насеље у Италији у округу Ђенова, региону Лигурија.
Према процени из 2011. у насељу је живело 4669 становника. Насеље се налази на надморској висини од 134 м.

## Становништво
| 1936. | 1951. | 1961. | 1971. | 1981. | 1991. | 2001. | 2011. |
| ----- | ----- | ----- | ----- | ----- | ----- | ----- | ----- |
| 6.040 | 6.167 | 6.080 | 8.962 | 8.780 | 8.005 | 7.514 | 7.306 |